# Adh-Dhàfir (fatimita)
Abu-Muhàmmad (o Abu-Mansur) Ismaïl ibn al-Hàfidh adh-Dhàfir li-din-Al·lah (àrab: أبو محمد إسماعيل بن الحافظ الظافر لدين الله, Abū Muḥammad Ismāʿīl ibn al-Ḫāfiẓ aẓ-Ẓāfir li-dīn Allāh) (febrer de 1133 - març de 1154), més conegut pel seu làqab adh-Dhàfir (1133-1154) fou califa fatimita al Caire (1149-1154)
Era el cinquè fill d'al-Hàfidh però els seus quatre germans més gran van morir tots abans que el pare, i aquest el va designar hereu per escrit. Va ser proclamat i va rebre la baya o jurament el diumenge 9 d'octubre de 1149 mentre cavallers turc i esclaus negres s'enfrontaven al Caire; va fer una donació a les tropes per calmar-les. Després el seu visir al-Mufaddal (o Ibn Masal) de nom complet Nadim al-Din Abu l-Fath Salim (o Sulayman) ibn Muhammad ibn Masal al-Lukki al-Maghribi al-Afdal (o al-Mufaddal), nadiu de la ciutat de Barca, va eliminar els dirigents dels disturbis (novembre). El califa que era molt guapo, es va dedicar als plaers amb les seves concubines. Va ser el darrer califa fatimita adult.
Llavors es va revoltar el governador d'Alexandria Sayf al-Din Ali ibn al-Sallar (o Salar) que va sortir del seu govern i va avançar cap al Caire per assolir el poder; el califa va enviar el seu visir a reclutar tropes a l'Hawf mentre Ibn al-Salar entrava a la capital; Ibn Masal va reunir un exèrcit de berbers lawates, negres i àrabs beduïns (desembre 1149) i encara que va aconseguir una victòria parcial sobre el governador rebel es va haver de retirar cap a l'alt Egipte per reforçar les seves forces; cap aquesta regió fou perseguit pel gendre del rebel Ibn al-Salar, de nom Abbàs ibn Abi-l-Futuh acompanyat de Talai ibn Ruzzik (o ibn Ruzzayk) que el va atrapar a Dalas o Dillas (província de Bahnasa) el va derrotar i matar (19 de febrer de 1150) amb el seu aliat Badr ibn Rafi. Ibn al-Salar es va fer nomenar visir pel califa amb el lakab d'al-Àdil. Mentre va reunir els patges del Caire entre els quals es preparava una conspiració, i en va executar un bon nombre i la resta els va enviar a la frontera.
A l'octubre o novembre de 1150 un contingent franc va atacar al-Farama que fou cremada i incendiada. L'estiu del 1151 en revenja, el visir va enviar una flota que va causar greus danys a Jaffa, Acre, Saïda, Beirut i Trípoli del Líban, massacrant un gran nombre de pelegrins cristians; el cost de l'expedició va impedir la distribució de vestits i objectes gratuïts per al diwan. Zengi d'Alep va donar suport a l'atac per mar fent un moviment per terra, però finalment, per no causar problemes al príncep de Damasc Abak, es va retirar.
L'abril de 1153 al-Àdil va nomenar al-Abbas per dirigir el relleu semestral de la guarnició d'Ascaló. Abbas i el seu lloctinent Usama ibn Mundikh no van rebre el nomenament amb alegria perquè Ascaló estava amenaçada de setge pels francs i quan van arribar a Bilbeis van demanar a Nasr, fill d'Abbas, que era amic proper del califa, d'anar a convèncer aquest de nomenar al-Abbas com a visir. El jove Nasr va aconseguir el favor del seu amic el califa que no li negava res (es diu que eren amants); llavors Nasr es va dirigir a casa de la seva àvia, que era l'esposa d'al-Àdil i mare de l'esposa d'al-Abbas, on aquest estava dormint, i el va matar tallant-li el coll; va avisar el seu pare per mitjà d'un colom missatger. El 9 d'abril de 1153 al-Abbas va arribar al caire i va negociar amb el califa i els seus consellers més propers i el califa va mostrar a la gent el cap d'Ibn Salar, que era força odiat per la gent i no se li reconeixia cap mèrit.
Però els partidaris sunnites del visir van reclamar al califa contra l'instigador de l'assassinat d'Ibn Salar, de la que feien responsable a Muayyad al-Dawla Usama ibn Mundikh, acusat de ser estranger a la tradició egípcia i agent dels sirians; Ibn Mundikh se'n va assabentar i va alertar al seu amic al-Abbas al que va aconsellar matar el califa i substituir-lo per un altre califa. Al-Abbas va enviar el seu fill Nasr a matar el califa; Nasr va convidar el seu amic/amant a passar la nit a Dar al-Mamun (o al-Mamuniyya) la residència del visir, propera a Palau; a la porta de la recepció, la minsa escorta fou massacrada i ell mateix, llavors amb 21 anys, assassinat; els cossos foren amagats en un forat cobert de marbre. L'endemà al matí, avisat de la mort pel seu fill, el visir al-Abbas va anar a cavall al palau demanant ser rebut pel califa, que no fou trobat; però un esclau del califa que havia vist la massacre i havia pogut fugir en quedar amagat per arbres del jardí, va alertar al palau; els guàrdies van informar a al-Abbas que el califa havia anat a casa del fill Nasr i no havia tornat; al-Abbas llavors va forçar l'entrada i va demanar la presència de Djibril i de Yusuf, germans més joves del califa assassinat, que van dir que havia de preguntar a Nasr el que li havia passat al califa. Al-Abbas va fer matar els dos prínceps i tot seguit va anunciar la seva execució per haver matat el califa. Llavors va fer venir al príncep Isa, fill d'adh-Dhàfir, de només quatre anys, i el va proclamar com a nou califa amb el lakab d'al-Fàïz; els oficials del palau van fer un crit de suport a al-Abbas i el jove califa, espantat pel crit i per la visió dels seus oncles assassinats, va fugir traumatitzat i mai es va recuperar (va morir amb 11 anys). No va tardar a esclatar la guerra civil i al-Abbas fou enderrocat el juliol per Talai ibn Ruzzik; l'agost de 1153 els francs ocupaven Ascaló.